# Institut Émilie-du-Châtelet
Pour les articles homonymes, voir IEC.
L’Institut Émilie-du-Châtelet (IEC)  est une institution dont les objets sont le développement et la diffusion des recherches sur les femmes, le sexe et le genre. Il est présidé en 2021 par la sociologue Catherine Louveau.

## Présentation
L'Institut Émilie-du-Châtelet (IEC) est fondé en 2006, sous l'impulsion du conseil régional d'Île-de-France,,,, avec un premier financement pour une période de quatre ans. Son nom fait référence à Émilie du Châtelet, mathématicienne et femme de lettres du XVIIIe siècle.
Il est inauguré le 28 novembre 2006, lors d'une journée scientifique accueillie au Collège de France, avec des allocutions de Michelle Perrot et Françoise Héritier, en présence de l'écrivaine et prix Nobel de littérature Toni Morrison qui lit des extraits de son roman Beloved.
L'IEC se consacre au développement et à la diffusion des études sur les femmes, le sexe et le genre depuis sa fondation. Il fédère à sa création la recherche de dix  établissements, notamment le Muséum national d'histoire naturelle (dans les locaux duquel il est installé), le CNRS, l'INED, le Conservatoire national des arts et métiers, et les universités Paris-Diderot, Paris Nanterre, Paris XI, l'EHESS et HEC Paris,, ainsi que la Fondation Nationale des Sciences Politiques (FNSP) ; le nombre est porté à 15 en 2016.
L'IEC pilote depuis 2012, en collaboration avec l'Alliance de Recherche sur les Discriminations (ARDIS), le pôle Genre du domaine d'intérêt majeur (DIM) « Genre, Inégalités, Discriminations » (GID). Il est structuré en fédération de recherche.
En 2016, sa présidente de l'époque, Florence Rochefort (historienne et chercheuse au CNRS), est auditionnée par la Délégation aux droits des femmes et à l'égalité des chances entre les hommes et les femmes de l'Assemblée nationale française ; durant cette audition, elle a présenté l'IEC, ses travaux et la place qu'il prend dans la recherche scientifique française.
L'IEC est présidé en 2021 par la sociologue Catherine Louveau.

## Missions
Selon un rapport du Conseil régional d'Île-de-France en 2010, l'Institut Émilie du Châtelet « vise la valorisation du potentiel francilien des recherches consacrées à ces domaines, à travers la constitution d’un réseau entre ses acteurs et actrices, la mise en valeur des recherches existantes,  l’appui  au  développement  des  recherches  et  enseignements,  l’établissement  de contacts et de collaborations entre le monde de la recherche et les acteurs sociaux, économiques, politiques, associatifs et institutionnels. Ses activités visent aussi bien le développement de la recherche  que  la  diffusion  des  connaissances  produites  et  la  légitimation  de  son  champ  de recherche, tant auprès du grand public que des acteurs institutionnels ».
L'IEC catégorise ses activités selon 4 grandes dimensions : l'information et la communication ; le soutien, la valorisation et le développement des recherches scientifiques ; le développement et la diversification des formations ; la construction d'une synergie sur un terme assez long entre le monde de la recherche et celui du « terrain ».

## Recherches institutionnelles
Le conseil régional d'Île-de-France ayant labellisé les problématiques du genre comme « Domaine d'Intérêt Majeur » (DIM), il a chargé l'institut de lancer un « appel à manifestations scientifiques » sur ces problématiques. De 2011 à 2014, le financement par la région Île-de-France du pôle « Genre-inégalités-discriminations » (GID) passe de 0,9 à presque 7,984 millions d’euros soit presque 20 % du total des crédits de recherche votés par la région. L'Institut Émilie-du-Châtelet (IEC) pilote le pôle Genre du Domaine d’intérêt majeur (DIM), au côté de l’Alliance de recherche sur les discriminations (ARDIS),.
L'Institut  promeut la recherche de façon transversale, dans des disciplines relevant aussi bien des sciences humaines que des sciences du vivant ou de l’art et de la littérature. En 2016, il enregistrait des incitations sous forme d'allocations de recherche sur le genre décernées à 87 jeunes chercheuses et chercheurs  dans 25 disciplines différentes, via les financements attribués par la région Île-de-France. En décembre de cette année, Valérie Pécresse, annonce son intention de mettre fin à ces bourses ; la presse rappelle à cette occasion le discours « pour l’égalité homme-femme », mais contre « l’indifférenciation des sexes » de l'élue de l’Île-de-France.

## Gouvernance
L'Institut Émilie du Châtelet comprend un Comité de direction, un Comité scientifique et un Conseil d'orientation. Ce dernier permet notamment des échanges entre des membres issus du monde de la recherche et d'autres issus des mondes politiques et civil ; il consiste en une instance consultative.

## Activités scientifiques et de diffusion des savoirs
L'IEC organise des cycles de conférences et des colloques scientifiques sur un thème renouvelé tous les ans, ainsi que des assises annuelles.

### Assises
L'IEC organise chaque année des Assises. Celles-ci rassemblent des chercheurs, des élus, des personnalités du monde associatif, et des professionnels qui mènent une réflexion sur leurs pratiques,. Cela fait partie d'une des missions de l'IEC, qui comprend plus largement le fait « d’instaurer  un  dialogue permanent entre le monde de la recherche, les acteurs politiques, institutionnels, associatifs ou professionnels œuvrant à l’égalité des sexes ».

### Colloques scientifiques
- 2010 : L’engagement des hommes pour l’égalité des sexes (XIVe – XXIe siècle)[15],[16],[17]
- 2011 : Mon corps a-t-il un sexe? Détermination du sexe et contraintes du genre (22-23 juin 2011)[18],[19],[20].
- 2012 : Genre et éthique (8-9 juin 2012)[21]
- 2013 : colloque inaugural Genre, inégalités, discriminations, co-organisation avec l'Alliance de recherche sur les discriminations dans le cadre du DIM « Genre, inégalités, discriminations » (27 et 28 juin 2013)[22]
- 2014 : co-organisation avec la Fédération de recherche sur le Genre (RING) Penser avec Françoise Collin, philosophe et féministe (5 et 6 mai 2014)[23]. Actes publiés sous le même intitulé en 2015[24].
- 2015 : co-organisation avec l'INSERM du colloque Genre et santé à l'université Paris-Diderot[25].
- 2016 : co-organisation du colloque Agir pour l'égalité (27-28 juin 2016)[26].
- 2017 : co-organisation avec la Fondation pour la mémoire de la Shoah du colloque Histoire des femmes juives en France pendant la Seconde guerre mondiale et dans le long après-guerre 23 janvier 2017[27].

### Cycles de conférences grand public
Des cycles annuels de conférences filmées par le Centre audiovisuel Simone de Beauvoir, intitulées « Quarante ans de recherche sur les femmes, le sexe et le genre », se déroulent à partir de l'automne 2011,.
- « Quarante ans de recherche sur les femmes, le sexe et le genre »
  - 2011-2012 : avec Christine Delphy , Nicole Mosconi, Luisa Passerini, etc.[29]
  - 2012-2013 : avec Fatou Sow, Carroll Smith-Rosenberg, Michelle Zancarini-Fournel, etc.[30]
  - 2013-2014 : avec Denis Chevallier, Anne-Emmanuelle Berger, Mara Viveros Vigoya, etc.[31]
  - 2014-2015 : avec Florence Rochefort, Stéphanie Hennette-Vauchez, Meoïn Hagège, etc.[32]
  - 2015-2016 : avec Fabienne Dumont, Catherine Larrère, etc.[33]
  - 2016-2017 : avec Rebecca Jordan-Young, Diane Lamoureux, etc.[34]
  - 2017-2018 : avec Teboho Edkins, Mara Viveros Vigoya, etc.[35]

### Séminaire de recherche
Un séminaire de recherche mensuel, intitulé Sexe et genre et sous-titré « pour un dialogue interdisciplinaire, au carrefour des sciences de la vie et des sciences humaines », est organisé en partenariat avec l’UMR CNRS 7206 Éco-anthropologie et ethnobiologie du Muséum national d'histoire naturelle, de 2014 à 2021.

### Publications
- Laurie Laufer et Florence Rochefort, Qu'est-ce que le genre ?, Paris, Payot, 2014, 309 p. (ISBN 9782228911597, présentation en ligne)[37],[38],[39],[40].

Actes de colloques
Plusieurs recueils d'actes de colloques de l'IEC sont parus :
- Évelyne Peyre et Joëlle Wiels (dir.), Mon corps a-t-il un sexe ? : Sur le genre, dialogues entre biologies et sciences sociales, La Découverte, 2015, 360 p. (ISBN 9782707173584)[41].
- Dominique Fougeyrollas Schwebel et Florence Rochefort (dir.), Penser avec Françoise Collin : Le féminisme et l’exercice de la liberté, Éditions iXe, 2015, 192 p. (ISBN 979-1090062061)[42].
- Mireille Eberhard et al., Genre et discriminations, Éditions iXe, 2017, 256 p. (ISBN 979-1090062368, lire en ligne)[43].
- Rebecca Rogers (dir.) et Pascale Molinier (dir.), Les femmes dans le monde académique. Perspectives comparatives, Presses universitaires de Rennes, 228 p. (ISBN 978-2-7535-5052-0)[44].

Soutien à l'édition et à la traduction d'ouvrages de référence
L'IEC soutient la publication d'ouvrages par l'intermédiaire de sa collection Genre & sexualité. Série Bibliothèque de l'IEC :
- Carole Pateman (préf. Geneviève Fraisse, postface Éric Fassin), Le contrat sexuel, Paris, La Découverte, coll. « Bibliothèque de l’Institut Émilie du Châtelet », 2010, 332 p.[45],[46].
- Anne Fausto-Sterling (trad. de l'anglais par Oristelle Bonis & Françoise Bouillot), Corps en tous genres : la dualité des sexes à l'épreuve de la science [« Sexing the Body »], La Découverte, coll. « Genre & sexualité. Bibliothèque de l'IEC », 2012, 390 p. (ISBN 9782707169105)[9].
- Ann Laura Stoler (trad. Sébastien Roux), La chair de l’empire : Savoirs intimes et pouvoirs raciaux en régime colonial, La Découverte, coll. « Genre & sexualité. Bibliothèque de l'IEC », 2013[47],[48].
- Mara Viveros Vigoya, Les couleurs de la masculinité : expériences intersectionnelles et pratiques de pouvoir en Amérique latine, La Découverte, coll. « Genre & sexualité. Bibliothèque de l'IEC », 2018, 231 p. (ISBN 2-7071-8601-5).

### Allocations et bourses
L'IEC a permis de soutenir les recherches de doctorants, post-doctorants et jeunes chercheurs en leur attribuant des allocations ; les recherches de ces scientifiques étaient liées entre 2006 et 2016 à vingt-cinq disciplines différentes, le point commun étant le genre. L'IEC explique avoir choisi cette manière de faire pour « essaimer le genre dans toutes les disciplines », l'un des buts de l'IEC étant de diffuser les problématiques liées au genre dans les sciences en général.

### Journée Jeune Recherche
L'IEC organise chaque année une Journée Jeune Recherche ; certains allocataires doctorants et post-doctorants peuvent y présenter les recherches qu'ils ont effectuées et leurs résultats, ainsi qu'échanger avec le public ; ont aussi lieu des tables rondes, conférences, etc..

### Soutien à des manifestations scientifiques régionales
Chaque année, l'IEC soutien des manifestations scientifiques dans la région Île-de-France,.